# Susanna Huygens

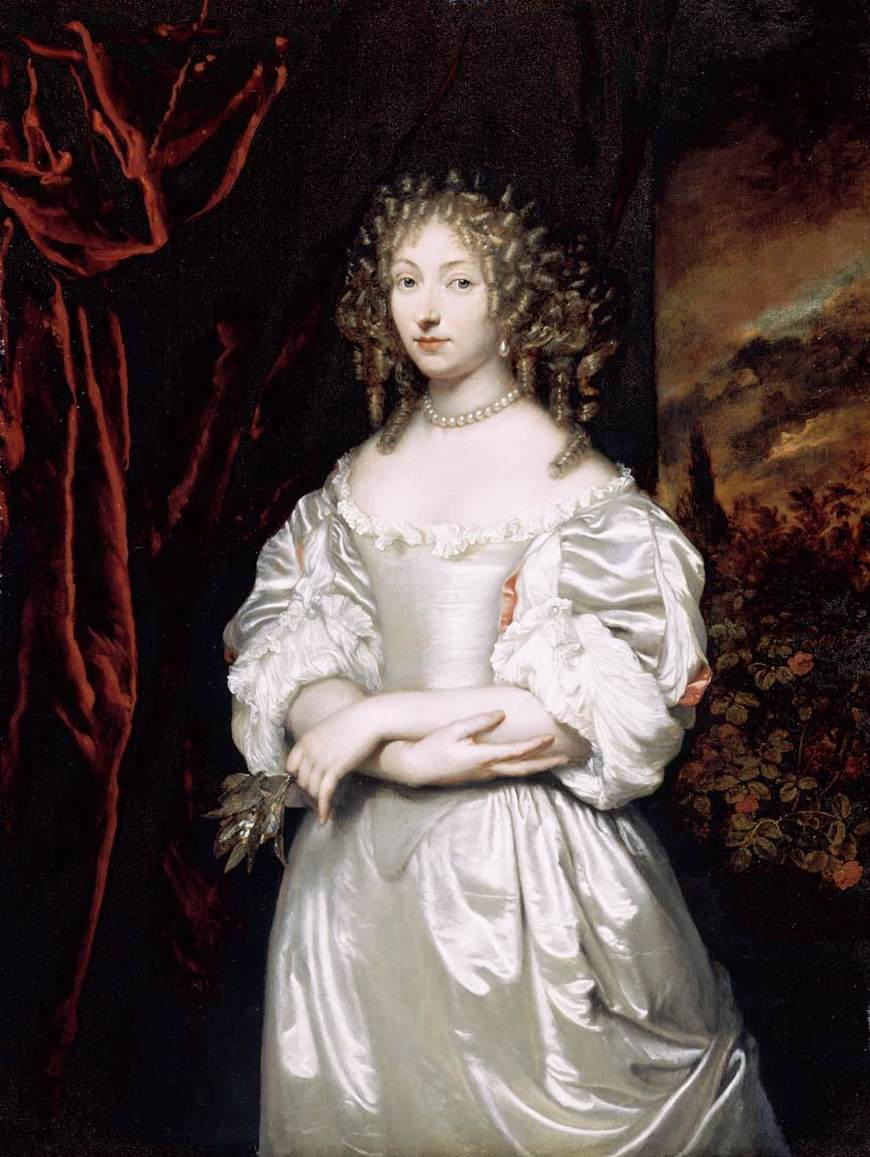
Susanna Huygens

Susanna Huygens (* 13. März 1637 in Den Haag; † 24. August 1725 ebenda) war eine niederländische Schreiberin, die durch die Schriften ihres Vaters und den Briefwechsel mit ihrem Bruder Christiaan Huygens bekannt wurde.

## Leben
Susanna Huygens wurde am 13. März 1637 in Den Haag geboren. Sie war die einzige Tochter von Constantijn Huygens (1596–1687), Sekretär der Statthalter Frederik Hendrik, Willem II. und Willem III., und Suzanna van Baerle (1599–1637) und hatte vier ältere Brüder. Ihre Mutter starb wenige Wochen nach ihrer Geburt und sie wurde mit ihren Brüdern von ihrer Tante Catharina Zuerius, einer unverheirateten Cousine väterlicherseits, aufgezogen. Huygens, der sehr unter dem Verlust seiner Frau gelitten hatte, beschrieb die Jugend von Susanna Huygens in seinem Werk In 't Leven mijner dochter (1637–1647). Susanna soll der Liebling ihres Vaters gewesen sein, von der Familie wurde sie Zus genannt. Die Söhne der Familie erhielten Unterricht in Mathematik, Latein und Griechisch, die Erziehung von Susana Huygens war auf ihre spätere Rolle als Ehefrau, Mutter und Hausfrau ausgerichtet. Dennoch erhielt auch sie eine intellektuelle Bildung. Ihr Vater meinte, dass sie durchaus eine „Schurmann“ werden könnte, und bezog sich dabei auf seine gelehrte Freundin Anna Maria van Schurman.
Nachdem ihre Brüder Christiaan und Lodewijck 1655 zur Ausbildung nach Paris gegangen waren, begann Susanna Huygens mit ihnen einen umfangreichen Briefwechsel, dies vor allem mit Christiaan. So machte sie ihm Vorwürfe wegen seiner finanziellen Situation, wenn er Kleidung oder Stoffe in den Niederlanden bestellte und sie die Lieferanten bezahlen musste, auch bestellte sie über Christiaan Stoffe aus Paris, wodurch ein regelrechter Tauschhandel entstand. Susanna hatte auch regelmäßigen Kontakt mit ihrem ältesten Bruder Constantijn. 1661 schrieb er ein Gedicht für sie, in dem er sich an ihre Jugend erinnerte.
Als erstes Kind der Familie heiratete sie am 20. April 1660 in Den Haag. Ihr Mann war der Lord von Mogershill und Generalschatzmeister der Union Philips Doubleth (1633–1701), zudem der Sohn ihrer Tante Geertruid Huygens. Sie hatten sechs Kinder, von denen drei das Erwachsenenalter erreichten. Ihre aufwändige Hochzeit wurde von ihrem Vater ausführlich dokumentiert und sie zeigt den Einfluss der französischen Kultur der damaligen Zeit. Nach ihrer Heirat zog Susanna zu ihren Schwiegereltern auf das Landgut Clingendael in Wassenaar. In Briefen an Christiaan äußerte sie ihren Wunsch zu reisen, dies war jedoch wegen ihrer Schwiegermutter nicht möglich. Nach einer Reise nach Antwerpen, sagte Susanna, war ihre Schwiegermutter Geertruid „so froh über unsere Rückkehr, als hätten wir eine Reise nach Indien gemacht, zudem beklagte sie sich über ihre Einsamkeit“.
Ihr erstes Kind, Tochter Geertruis, wurde 1661 geboren. Sie starb in jungen Jahren, wie auch das zweite und vierte Kind der Familie. Die Grabinschriften verfasste Constantijn Huygens für seine Enkel. Seiner Tochter schrieb er als Trost, als sie zum dritten Mal ein Kind verlor: „Gott zieht deine Kinder so nah heran, wie er sie zu dir schickt: / Dies ist nun die dritte Reise; hast du dich noch nicht daran gewöhnt?“ Susanna überlebte ihre drei älteren Brüder und ihren Mann und starb 1725 als sehr reiche Frau. An ihrem Leben lässt sich erkennen, wie das wohlhabende Bürgertum im 17. Jahrhundert durch Heiratspolitik den Familienbesitz zu erhalten versuchte. Sie heiratete einen Cousin, und ihre Tochter Philippina heiratete Constantijn, den Sohn ihres Bruders Lodewijk.